# Le Champ-Saint-Père
Le Champ-Saint-Père is een gemeente in het Franse departement Vendée (regio Pays de la Loire) en telt 1316 inwoners (1999). De plaats maakt deel uit van het arrondissement Les Sables-d'Olonne.

## Geografie
De oppervlakte van Le Champ-Saint-Père bedraagt 24,8 km², de bevolkingsdichtheid is 53,1 inwoners per km².
De onderstaande kaart toont de ligging van Le Champ-Saint-Père met de belangrijkste infrastructuur en aangrenzende gemeenten.

## Demografie
Onderstaande figuur toont het verloop van het inwonertal (bron: INSEE-tellingen).